# Proefproces
Een proefproces is een proces of rechtszaak waarin de werking in de wettelijke mogelijkheden op een bepaalde vlak worden onderzocht.
Een proefproces wordt gehouden als er een situatie ontstaat waarin niet duidelijk is wat de Wet bepaalt. Dit kan het gevolg zijn van een nieuwe wet die niet duidelijk is, twee wetten die elkaar tegenspreken, of het ontstaan van een nieuwe situatie waar de (oude) wet geen rekening mee houdt.
In deze gevallen wordt soms door iemand een proefproces aangespannen, om vast te stellen hoe de rechter de desbetreffende wet interpreteert. Deze eerste rechterlijke uitspraak over de onduidelijkheid is van belang, aangezien andere rechters in principe de interpretatie in dit eerste proces zullen volgen vanwege de jurisprudentie die voortvloeit uit deze eerste zaak. In het eerste proces – het proefproces – wordt de wettelijke onduidelijkheid ingevuld en nader uitgewerkt. Deze uitleg kan echter pas met zekerheid worden aangenomen wanneer (na een hoger beroep en cassatie) de hoogste rechter deze bevestigt.